# Distrito de Curimaná
El distrito de Curimaná es uno de los cinco que conforman la provincia de Padre Abad ubicada en el departamento de Ucayali  en el Oriente del Perú. 
Desde el punto de vista jerárquico de la Iglesia católica, forma parte de la Vicariato apostólico de Pucallpa.

## Historia
El distrito fue creado por Ley 26429 del 5 de enero de 1995, durante el gobierno del Presidente Alberto Fujimori.

## Geografía
Curimaná cuyo significado en la lengua originaria de los panos es "Cerro de oro", ubicado a 96 km de la ciudad de Pucallpa ingresando 36 km hacia la margen derecha de la carretera Federico Basadre desde el centro poblado menor de Neshuya ubicado en el km 60 .

## Autoridades

### Municipales
- 2019 - 2022[3]
  - Alcalde: William Muñoz Talaverano, de Democracia Directa.
  - Regidores:

  1. Diolith Miranda Panduro (Democracia Directa)
  2. Rosa Meri Salazar Valle (Democracia Directa)
  3. Virgilio Centurión Sánchez (Democracia Directa)
  4. Yudi Mari Alania Bravo (Democracia Directa)
  5. Ermes Octavio García Puerta (Alianza para el Progreso)

### Policiales
- Comisario

## Economía
La principal fuente de ingreso de sus pobladores se basa en la agricultura ya que este distrito cuenta con un diversidad de cultivos como cacao, arroz, maíz, plátano, yuca, frijol, palma aceitera que prosperan en sus fértiles valles.
En el distrito se desarrollan otras actividades económicas que tiene que ver con extracción de agregados para la construcción, explotación minera en especial de la aurífera y de hidrocarburos tales el gas licuado de petróleo GLP.

## Festividades
- Santa Rosa